# Руис, Жан
Жан Руи́с (фр. Jean Ruiz; 6 апреля 1998, Гебвиллер, Франция) — французский футболист, полузащитник клуба «По».

## Карьера

### Клубная карьера
Жан является воспитанником «Сошо», за вторую команду которого 17 августа 2014 года Руис дебютировал во встрече Национального дивизиона 2.

### В сборной
Руис в составе юношеской сборной Франция (до 17 лет) стал победителем чемпионата Европы в Болгарии. На турнире полузащитник провёл все матчи своей команды на групповом этапе и четвертьфинальную встречу с Италией.
Жан участвовал в юношеском чемпионате мира 2015, где французская команда дошла до 1/4 финала, где уступила Коста-Рике.